# Rio Kalambo
O rio Kalambo é um rio com cerca de 50 km de comprimento na Zâmbia e Tanzânia, e que d esagua no lago Tanganica. Nasce 
no planalto Ufipa, perto de Mbala, no sudoeste da Tanzânia. Passa no rifte Albertino, tem cerca de 200 km de comprimento e define parte da fronteira Tanzânia-Zâmbia. É conhecido pelas Quedas de Kalambo, as segundas mais altas na África após as Cataratas de Tugela.